# You People Are All the Same
You People Are All the Same ist ein US-amerikanischer Stand-up-Comedy-Film von und mit Bill Burr aus dem Jahr 2012, dessen Erstveröffentlichung am 16. August 2012 auf Netflix erfolgt ist.

## Entstehung und Inhalte
Die Sendung wurde exklusiv für den Streaming-Dienstleister produziert und war dort im Bereich Stand-up-Comedy das erste Special seiner Art. Die Aufnahme fand im 1250 Plätze fassenden Lincoln Theatre in Washington, D.C. statt. Über die Veröffentlichung bei Netflix hinaus erschien der Film auch auf DVD.
Inhaltlich setzt sich Burr u. a. mit den Themenkomplexen Rasse, Waffenpolitik und häusliche Beziehungen auseinander. In einer kurzen Zusammenfassung des Programms wurden die Inhalte beschrieben als „Themen [...], die manche Comedians für unantastbar halten würden“.